# 솔라 윙스 페가수스
솔라 윙스 페가수스(Pegasus Q)는 영국에서 제작/생산한 초경량 항공기이자 동력 행글라이더이다. 흔히 페가수스 콴텀(Pegasus Quantum)이라고 부른다.

기존 행글라이더의 날개를 약간 확장한 날개에 삼륜차를 부착한 방식으로, 엔진은 로텍스 912엔진을 사용한다. 최고 시속 144km며, 고도 착각이나 시속 40km 이하로 떨어지지 않을 경우 실속이 일어나지 않아 추락 위험도가 낮아진다. 대부분 레저용이나 개인용으로 사용하며, 페가수스를 바탕으로 여러 종류의 동력 행글라이더와 초경량 항공기가 개발되었다. 600대 이상 생산되었다.